# Probatio diabolica
Als Probatio diabolica (lateinisch für „teuflische Beweisführung“) bezeichnet man im klassischen römischen Recht wie z. B. auch im österreichischen Sachenrecht die Problematik des mit der Eigentumsklage Klagenden, sein Eigentum zu beweisen. Primär erfolgt dieser Beweis auf derivativem Weg, also durch Beweis des Eigentums des Vormannes, und wiederum Beweis des Eigentums des Vormannes des Vormannes usw. bis an irgendeiner Stelle in dieser Kette ein originärer Erwerb erfolgt ist (zum Beispiel durch gutgläubigen Erwerb von Nichtberechtigten (in Österreich), durch Ersitzung oder Okkupation).
Die Probatio diabolica bewirkt, dass oftmals der klagende (vermeintliche) Eigentümer anstatt zur Eigentumsklage zur Actio Publiciana greift (soweit dies in Hinblick auf die Qualifikation des Besitzes möglich ist).
Das geltende deutsche Fahrnisrecht löst das Problem beim Herausgabeanspruch durch die Eigentumsvermutung zugunsten des früheren Besitzers gemäß § 1006 Abs. 2 BGB. Sie befreit den mutmaßlichen Eigentümer davon, die Eigentumskette zu beweisen; es genügt, dass er seinen früheren Besitz darlegt. Gleichwohl muss er die Eigentumsvermutung für den aktuellen Besitzer gemäß § 1006 Abs. 1 Satz 1 (ggf. in Verbindung mit Abs. 3 BGB) widerlegen, um mit seinem Anspruch durchzudringen. Dasselbe sieht auch das Schweizer Recht vor (Art. 930 Abs. 2 ZGB).